# M'as-tu vu ?

M'as-tu-vu ? est une série télévisée française  , réalisé par Jean-Michel Ribes . La série a été diffusée sur TF1 du 14 avril 1988 au 5 juin 1988.

## Synopsis
Stag est détective privé

## Fiche technique
- Réalisation : Jean-Michel Ribes
- Scénario : Eric Le Hung
- Durée : 52 minutes

## Distribution
- Eva Darlan : Maria
- Stéphane Freiss : Stag
- Philippe Khorsand : Balthazar

## Liste des épisodes (1988)
1. La rencontre
2. La Traviata
3. Maquillage
4. Double clef
5. Le triangle noir
6. Le trésor des Cardeillac